# Philogène Auguste Galilée Wytsman

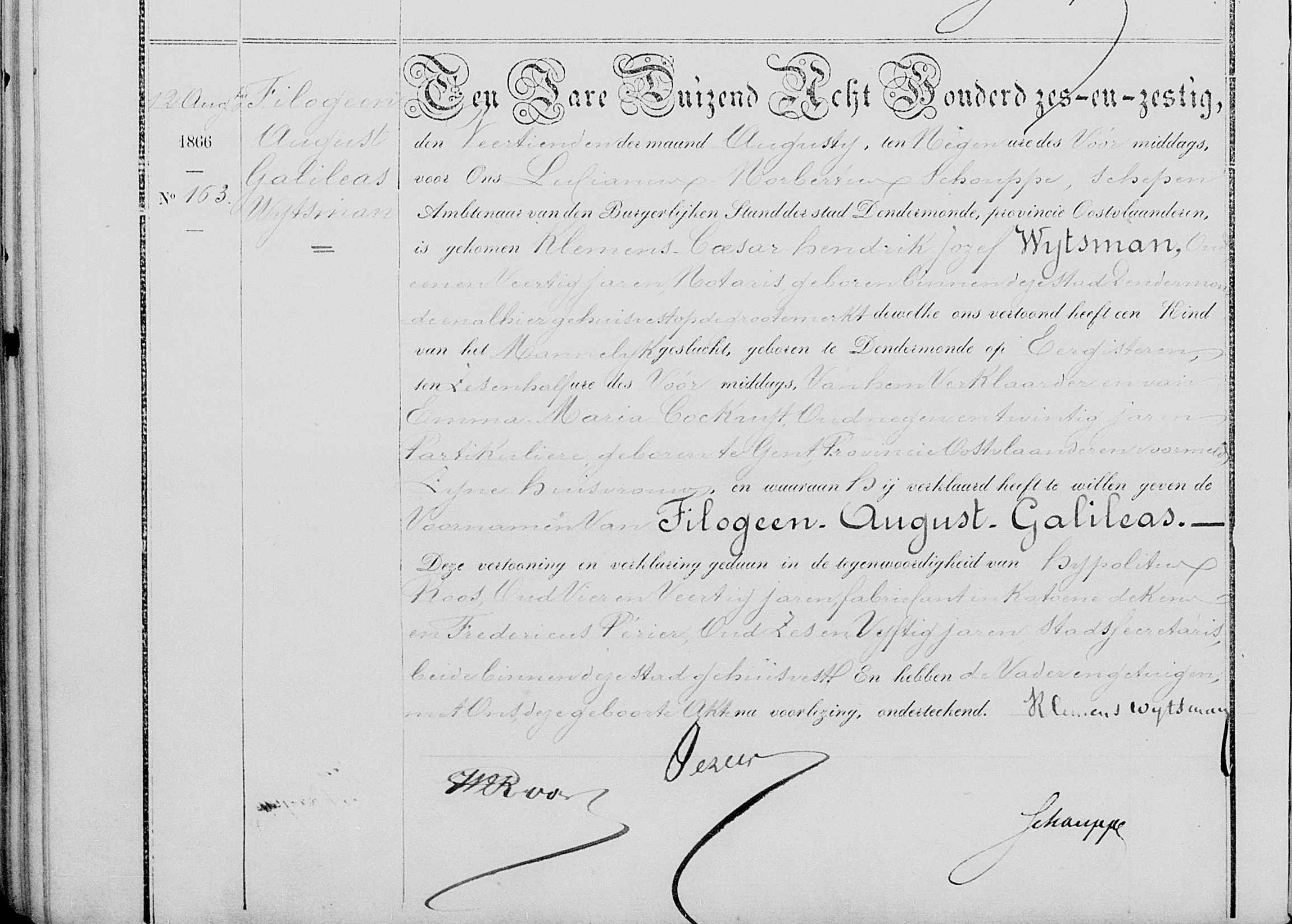
Geburtsurkunde Philogène Auguste Galilée Wytsman (1866–1925) als Filogen August Galileas Wytsman am 12. August 1866

Philogène Auguste Galilée Wytsman (* 12. August 1866 in Termonde; † 1. März 1925 in Tervuren) war ein belgischer Entomologe und Ornithologe.

## Leben und Wirken
Wytsman war Buchverleger in Brüssel. Er war der Sohn von Clément César Henri Joseph Wytsman (1825–1870), eines Notars, Schiffahrtsagenten und Historikers aus Österreich, und Emma Marie geb. Cocquyt sowie Bruder des impressionistischen Malers Rodolphe Wytsman. Neben Zoologie war er auch an Kunsthandwerk und Kunst interessiert.
Wytsman war in Brüssel Herausgeber groß angelegter Sammelwerke über Vögel und Insekten unter Beteiligung vieler europäischer Wissenschaftler.
Wytsman war Herausgeber von Genera Avium einer Reihe, die in 26 Teilen publiziert wurde. Beim zweiten Teil aus dem Jahr 1905 war er auch Autor über die Todis (Todidae). Neben Wytsman bearbeiteten Ernst Hartert (1859–1933) die Breitrachen (Eurylaimidae) (Teil 1, 1905), Tommaso Salvadori (1835–1923) die Kakapo (Strigopidae) (Teil 3, 1905), die Nestorpapageien (Nestoridae) (Teil 4, 1905), die Kakadus (Cacatuidae) (Teil 5, 1905), die Loris (Loriinae) (Teil 11, 1910), Edelpapageien (Cyclopsittacidae heute Psittaculinae) (Teil 12, 1910), Philip Lutley Sclater (1829–1913) die Mausvögel (Coliidae) (Teil 6, 1906) und die Glanzvögel (Galbulidae) (Teil 10, 1909), Alphonse Joseph Charles Dubois (1839–1921) die Pelikane (Pelecanidae) (Teil 7, 1907), die Turakos (Musophagidae) (Teil 8, 1907) und die Nashornvögel (Bucerotidae) (Teil 13, 1911), Carl Eduard Hellmayr (1878–1944) die Schnurrvögel (Pipridae) (Teil 9, 1910), die Baumläufer (Certhiidae) (Teil 15, 1911), die Kleiber (Sittidae) (Teil 16, 1911), die Goldhähnchen (Regulidae) (Teil 17, 1911), die Meisen (Paridae) (Teil 18, 1911), die Chaparraltimalie (Chamaeidae) (Teil 23, 1913), die Vangawürger (Hyposittidae heute Vangidae) (Teil 24, 1913), Carl Parrot (1867–1911) die Bienenfresser (Meropidae) (Teil 14, 1911), und Louis Lucien Brasil (1865–1918) die Kraniche (Gruidae) (Teil 19, 1913), die Kasuare (Casuariidae) (Teil 20, 1913), die Kagu (Rhynochetidae) (Teil 21, 1913), die Kiwis (Apterygidae) (Teil 22, 1913), die Emus (Dromaiidae) (Teil 25, 1914) und die Stelzenrallen (Mesitidae) (Teil 26, 1914).

## Schriften
- Herausgeber: Genera Avium, 26 Teile, Brüssel: L. Desmet-Verteneuil, 1905 bis 1914 online
- Herausgeber: Genera Insectorum, 219 Teile, Brüssel: L. Desmet-Verteneuil, 1902 bis 1970, Biodiversity Library, Termiten-Band